# Fjodorovkacultuur
De Fjodorovkacultuur (vaak Fjodorovocultuur genoemd, Russisch: Фёдоровская культура) is een archeologische cultuur van de bronstijd (14 - 12e eeuw v.Chr.) en maakt deel uit van het Andronovo-complex van culturen. Ze is vernoemd naar een begraafplaats bij Fjodorovka nabij Tsjeljabinsk. Andere sites zijn voornamelijk verspreid te vinden in de interfluve van de Oeral en Irtysj en in de zuidelijke Cis-Oeral en Wolga-regio.

## Geschiedenis van het onderzoek
In de jaren twintig onderzochten S. A. Teplo-oechov en M. P. Grjaznov in de Minoesinskdepressie sites, die zij identificeerden als behorende tot de Andronovocultuur. Ze identificeerden ook lokale kenmerken voor verschillende gebieden. In de jaren dertig identificeerden B.N. Grakov en O.A. Krivtsova-Grakova verschillende fasen van de Andronovocultuur: Fjodorovka, Alakoel en Alakoel-Sargary. In 1930-1950 onderzocht K.V. Salnikov de sites van de Andronovocultuur in de oblast Koergan en identificeerde de Fjodorov-groep, evenals het chronologische kader ervan. In de jaren zestig en zeventig bestudeerden E.A. Fjodorova-Davydova en V.S. Stokolos de Fjodorovkacultuur. Een studie van metallurgische complexen van de bronstijdculturen werd uitgevoerd door E. N. Tsjernych. In de jaren tachtig vervolgden V.I. Stefanov, O.N. Korotsjkova, G. B. Zdanovitsj en anderen de studie van de Fjodorovkacultuur in het kader van het Andronovo-complex. In de jaren negentig nam de belangstelling voor de cultuur af, hoewel er onopgeloste vragen bleven bestaan over de oorsprong ervan en de relatie met andere culturen van de Andronovo-gemeenschap.

## Localisatie en chronologie
Sites van de Fjodorovkacultuur zijn niet geconcentreerd op één plek, maar verspreid over een groot gebied. Ze zijn te vinden in de Oeral, Kazachstan, de Irtysj-regio, de Ob en Jenisej. Ook werden enkele begraafplaatsen ontdekt in de Tiensjan en Pamir.
In de Trans-Oeral werden Fjodorov-artefacten zowel in Alakoel-nederzettingen als bij sites van andere culturen gevonden, bijvoorbeeld Jazevo 1, Novonikolskoje 1, Boegoely 2 en Atasoe.
De chronologische positie van de Fjodorovka-sites in het Andronovo-kader is controversieel en wordt nog steeds niet algemeen aanvaard. Hoogstwaarschijnlijk bestonden de Fjodorovka-sites synchroon met de Alakoel-sites. E.E. Koezmina dateert de vroege Fjodorov-sites tot de 15e-14e eeuw v.Chr., en de late Fjodorov-complexen tot de 13e eeuw v.Chr. en het einde van de bronstijd.

## Materiële cultuur

### Aardewerk
Fjodorovka-aardewerk wordt vertegenwoordigd door glad geprofileerde potten met een gebogen rand, evenals vierhoekige en ovale schalen. Het oppervlak van de vaten is versierd met complexe geometrische patronen gemaakt met fijngetande, kam- of gladde stempels, in de vorm van schuine driehoeken, ruiten en meanders, die complexe patronen vormen. Stempelafdrukken op aardewerk uit de Nizjnjaja Soejetka-begraafplaats werden onderverdeeld in twee categorieën: gekartelde en niet-gekartelde ornamenten. Fijngetande afdrukken werden gemaakt met een stempel met een symmetrische vorm en een tandgrootte tot 1,35 mm. Men versierden potten met geometrische patronen. Door niet-getande afdrukken met een afgeronde gladde werkrand tot 8 mm breed werden cannelures aangebracht om ornamentzones te scheiden. In Nizjnjaja Soejetka zijn ook atypische decoratieve composities te vinden. De keuze van de versiering hield verband met de vorm van de schalen en de stijl van decoratie. Individuele decoraties, die geen analogen hebben, duiden op van elders afkomstige culturele componenten onder de Andronovo-bevolking.
Bij sommige sites kunnen processen van etnisch-culturele interactie tussen de bevolking van twee geografische zones worden getraceerd: uitlopers en bossteppe. Dit komt tot uiting in de aanwezigheid van vaatwerk gemaakt volgens de "vuurklei"-traditie, en de aanwezigheid van vaatwerk met complexe decoratieve composities die kenmerkend zijn voor de bossteppe-Altaj en de Boven-Ob-regio.

### Werktuigen
De hoofdrichting van de technische ontwikkeling in alle Andronovoculturen hield verband met de ontwikkeling van de metallurgie. Men beheerste de massale productie van bronsgietwerk en vervaardigden gereedschappen en wapens uit tinbrons. De metallurgische centra (Petrovsk, Alakoel, Fjodorovka) beschikten over rijke grondstoffenbronnen. Ze ontwikkelden de Oeral- en Kazachse koperafzettingen, evenals de tinafzettingen van Midden- en Oost-Kazachstan. De metallurgische centra van de Andronovoculturen beïnvloedden de ontwikkeling van de bronsproductie in meer westelijke gebieden. Tin was een bijzonder kostbaar handelsartikel. Het belangrijkst waren de mijnen van Centraal Kazachstan. Zo bereikte het volume erts dat in de mijnen van Dzjezkazgan werd gewonnen 1 miljoen ton, en het gewicht van gesmolten koper was 30-50 duizend ton. De overgrote meerderheid van de items uit deze smelterijen was gemaakt van hoogwaardig tinbrons. Een klein deel bestond uit voorwerpen van puur koper en legeringen van koper, arseen en antimoon. Af en toe werden antimoonhangers gevonden.
Trompetvormige oorbellen waren karakteristiek voor het oostelijke deel van de Andronovocultuur. Ze zijn te vinden op veel sites in Altaj en andere regio's. Volgens N.A. en A.A Tkatsjov, hun verschijning op een uitgestrekt gebied wordt geassocieerd met de tweede migratiegolf van de Andronovo-Qanaj-bevolking. Bladvormige hangers met stempelornamenten werden geïdentificeerd als kenmerkend voor Fjodorovka-sites.

### Economie
De economie van de Andronovo-stammen was uniform. De belangrijkste vorm van economische activiteit was de veeteelt, waarbij periodiek kuddes naar nieuwe weilanden werden verplaatst. Afhankelijk van de natuurlijke omstandigheden overheerste in sommige gebieden rundvee en in andere gebieden schapen en geiten.
Op alle Andronovo-locaties vonden archeologen botten van gedomesticeerde paarden. Deze paarden behoorden tot verschillende rassen, waaronder paarden van edele rassen - licht, sierlijk, met dunne benen en hoog gehouden hoofd. Ze konden een hoge snelheid bereiken en waren ideaal voor wagenharnassen.
Er werden ook botten van honden en Bactrische kamelen gevonden. De landbouw speelde een ondergeschikte rol vergeleken met de veeteelt en werd als haklandbouw in de uiterwaarden beoefend. Op de offerheuvel van de Aleksejevski-begraafplaats in de Tobol-regio werden putten met verkoolde stengels en tarwekorrels ontdekt. Er werden ook afdrukken van granen gevonden op een bronzen sikkel uit de nederzetting Malo-Krasnojarka in Oost-Kazachstan. Landbouwwerktuigen waren onder meer stenen en benen schoffels, bronzen sikkelvormige gereedschappen en stenen graanraspen.

### Begrafenisritueel
De begrafeniscomplexen van de Fjodorovkacultuur bevinden zich meestal op het grondgebied van de Alakoel-necropolissen en vormen aaneengesloten groepen. Fjodorovka-begrafenissen worden gekenmerkt door grotere grafconstructies vergeleken met die van Alakoel, een klein aantal graven onder de heuvel (één tot drie), de opstelling van grafkuilen in één rij, diepe grafkuilen en het gebruik van steen bij het bekleden van de muren van de grafkamer.
De begraafplaatsen hebben lage grafheuvels omgeven door ronde of vierkante omheiningen. Deze kunnen worden gevormd door metselwerk of ingegraven stenen platen. Er zijn ook grafheuvels met opgevulde en elkaar omringende omheiningen. Ook vlakbegraafplaatsen zijn niet ongewoon. In de grafkamers bevinden zich houten bekledingen, boomstammen of stenen kisten. In Centraal Kazachstan waren steenkisten gebruikelijk: grafkamers, van binnen bekleed met horizontaal geplaatste stenen platen. Crematie kwam regelmatig voor: soms ontbraken de stoffelijke resten van de doden in de grafkuilen. De uitzondering vormen de begraafplaatsen van de Jenisej, waar crematie zelden werd geregistreerd.
Onder de grafgiften werd een aanzienlijk aantal metalen voorwerpen gevonden: tweesnijdende dolken met inkepingen op het rechthoekige handvat, massieve gegoten armbanden met hoorns, trompetvormige oorbellen en plaquettes met een lus. Tot de specifieke Fjodorovka-producten behoren gesteelde bijlen met een rolverdikking langs de randen van het steelgat.